# Forces françaises libres

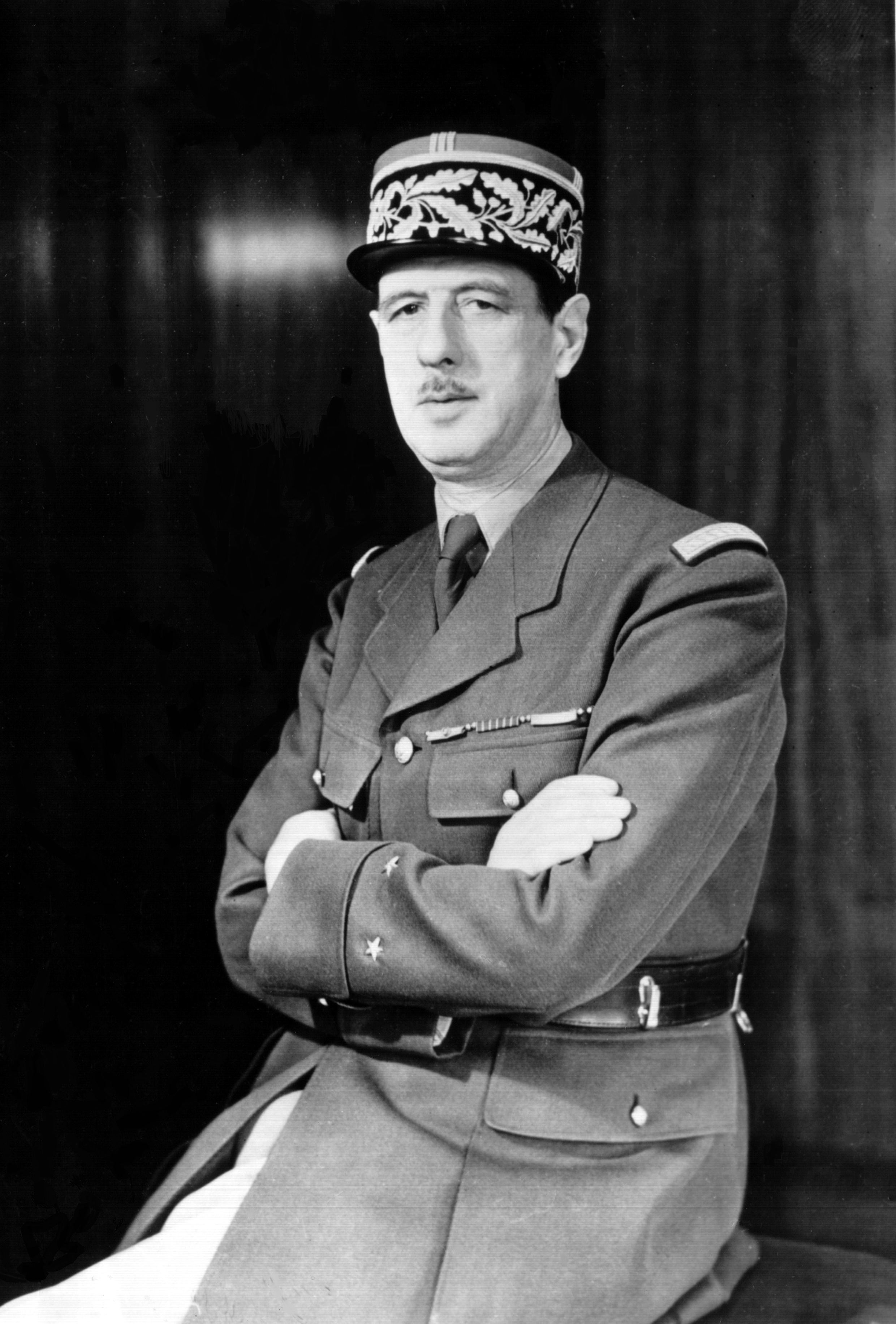
General de Gaulle, Gründer der Forces françaises libres (ca. 1942)

Die Flagge der Forces françaises libres
1940–1944

Die Forces françaises libres (deutsch Freie Französische Streitkräfte , sinngemäß  Streitkräfte für ein freies Frankreich, kurz FFL oder France libre) waren französische Truppen, die im Zweiten Weltkrieg nach der Niederlage Frankreichs im Juni 1940 auf der Seite der Alliierten weiter gegen das nationalsozialistische Deutschland, dessen Verbündete und das Vichy-Regime kämpften. Sie wurden am 1. Juli 1940 von Charles de Gaulle im Exil in Großbritannien ins Leben gerufen und eroberten schrittweise die französischen Kolonien in Afrika und im Nahen Osten zurück.
Sie vereinigten sich am 1. August 1943 mit der Armée d’Afrique unter Henri Giraud zur Armée française de la Libération. Davon zu unterscheiden sind die im Februar 1944 gebildeten Forces françaises de l’intérieur als bewaffnete Einheiten der französischen Résistance, die sich jedoch ebenfalls als Truppen des „freien Frankreichs“ (France libre) bzw. „kämpferischen Frankreichs“ (France combattante) verstanden. Beide Einheiten waren zusammen mit den Alliierten an der Befreiung Frankreichs von der deutschen Besatzung beteiligt.

## Geschichte

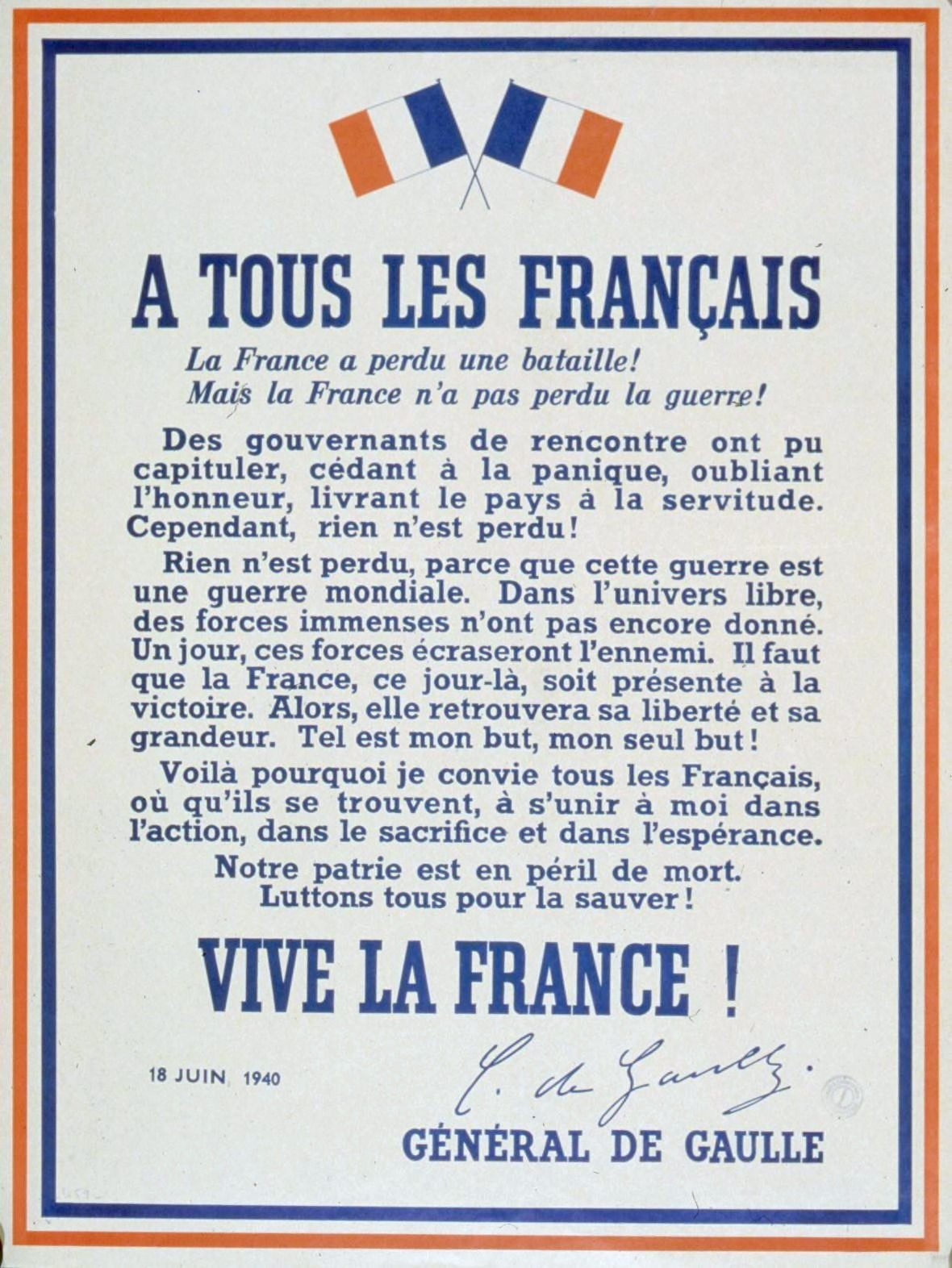
Appell vom 18. Juni 1940

### De Gaulles „Appell vom 18. Juni“
General Charles de Gaulle war als Staatssekretär im Verteidigungsministerium seit dem 5. Juni 1940 Kabinettsmitglied und floh nach London, um nicht den Deutschen in die Hände zu fallen. Von dort sprach er am 18. Juni 1940 um 19 Uhr über die BBC zum französischen Volk. Das britische Kabinett hatte versucht, seine Rede zu verhindern; de Gaulle war jedoch darin von Winston Churchill unterstützt worden. Er forderte die Franzosen auf, den Krieg gegen Hitler-Deutschland fortzusetzen. Diese als Appel du 18 juin bekannte Rede konnte nur in wenigen Teilen Frankreichs unmittelbar empfangen werden. Aber sie löste einen enormen nationalen Diskurs aus, da sie in den Folgetagen von BBC wiederholt ausgestrahlt und im noch nicht besetzten Süden Frankreichs von den Zeitungen abgedruckt wurde. Diese Ansprache wurde in der französischen Geschichte sehr berühmt und auch nach Kriegsende oft zitiert.

„Dieser Krieg beschränkt sich nicht auf das unglückliche Territorium unseres Landes. Dieser Krieg ist durch die Schlacht um Frankreich nicht entschieden worden. Dieser Krieg ist ein Weltkrieg. Trotz aller Fehler, aller Verzögerungen, allen Leidens sind in der Welt alle notwendigen Mittel vorhanden, um eines Tages unsere Feinde zu besiegen. Heute durch mechanische Kraft überwältigt, können wir in Zukunft durch eine überlegene mechanische Kraft siegen. Das Weltschicksal ist hier.

Ich, General de Gaulle, zurzeit in London, rufe auf:

die französischen Offiziere und Soldaten, die sich derzeit auf britischem Boden befinden oder dorthin kommen werden, mit ihren oder ohne ihre Waffen;

sowie Ingenieure und Facharbeiter der Waffenindustrie, die sich derzeit auf britischem Boden befinden oder dorthin kommen werden;

sich mit mir in Verbindung zu setzen. Was auch immer geschehen mag, die Flamme des französischen Widerstands (Résistance) darf nicht erlöschen und sie wird nicht erlöschen.

Morgen, wie heute, werde ich von Radio London aus sprechen.“

Am 28. Juni 1940 erkannte Churchill de Gaulle als Führer aller Franzosen an, die den Krieg fortsetzen wollten. Außerdem bot die britische Regierung an, die Ausgaben des Freien Frankreichs zu finanzieren. De Gaulle bestand aber darauf, dass die Summen als rückzahlbare Vorschüsse und nicht als Spenden gewährt würden, die später einen Schatten auf ihn und die Unabhängigkeit seiner Organisation werfen würden.
Nachdem US-Präsident Franklin D. Roosevelt am 14. August 1941 die Atlantik-Charta unterzeichnet hatte, die allen Völkern ihr Selbstbestimmungsrecht zubilligte, gründete de Gaulle noch am 24. September 1941 das Comité national français (dt.: Französisches Nationalkomitee, kurz CNF), die Exilregierung des Freien Frankreichs. Am 24. November des gleichen Jahres garantierten die USA dem CNF nach dem Leih- und Pachtgesetz Hilfe.

### Bildung der FFL (Forces françaises libres)

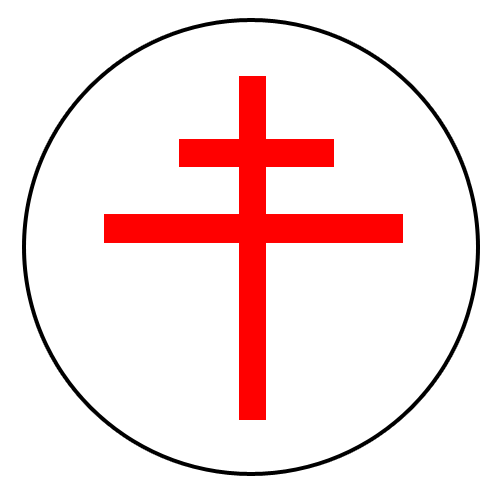
Forces françaises libres,
Hoheitszeichen (rotes Patriarchenkreuz), von de Gaulle bezeichnet als Lothringer Kreuz

De Gaulle gründete das Komitee freies Frankreich und sammelte etwa 1.300 französische Teilnehmer der Narvik-Expedition sowie einige Zivilisten, Piloten und Angehörige der Marine, die die Kapitulation nicht akzeptieren. Sie bildeten die ersten Freiwilligen in französischen Einheiten der britischen Armee. Bis Ende Juli 1940 waren 7.000 Freiwillige dem Aufruf gefolgt und hatten sich den Freien Französischen Streitkräften angeschlossen. Von den fast 140.000 evakuierten Franzosen der Operation Dynamo (von Dünkirchen nach England) ließen sich die meisten repatriieren und es folgte kaum einer dem Appell de Gaulles.
Die Freien Franzosen trugen im Unterschied zu den Streitkräften des Vichy-Regimes die Flagge des Freien Frankreichs mit dem roten Lothringer Kreuz in einem weißen Band.
- BCRA, Bureau Central de Renseignements et d'Action

Seit 1940 wurde dieser militärische Geheimdienst unter dem Kommando von Oberst Passy aufgestellt, der schon früh über geheime Quellen in Frankreich verfügte. Das Deuxième Bureau, der traditionelle Militärgeheimdienst der Französischen Republik, widmete sich während der Dauer des Vichy-Regimes dem nachrichtendienstlichen Schutz der Waffenstillstandsarmee und der geheimdienstlichen Sammlung vieler militärischer und ziviler Informationen über die Achsenmächte. Der bedeutendere Teil dieses Geheimdienstes wurde 1942 nach Algier verlegt, wo er exklusiv Giraud Informationen lieferte, bis er 1943 mit dem BCRA fusionierte.
- Spezialeinheiten: Einzelne Angehörige der früheren französischen Kommandoeinheiten Groupes Francs schlossen sich dem SAS bzw. den Royal Marines an.
- Unter der Bezeichnung FFL, Forces françaises libres (dt. Freie Französische (Streit-)kräfte) wurden sowohl die gesamte Streitmacht (die aus Heer, Marine, Luftwaffe etc. bestand) als auch das Heer selbst geführt.
- Die FAFL, Forces aériennes françaises libres (dt. Freie Französische Luftwaffe) wurde mit nach England geflohenen Piloten, Mechanikern und Fallschirmjägern, deren prominenteste Angehörige André Malraux und Pierre Mendès France waren, gebildet. Obwohl bereits im Juli 1940 aufgestellt, wurden die ersten Jäger- und Bombereinheiten erst im Juli 1941 eingesetzt. Aus deren Bestand rekrutierte sich auch 1942 das Personal des Jagdfliegergeschwaders Normandie-Njemen, das innerhalb der Roten Armee gegen die Achsenmächte kämpfte.
- Die FNFL, Forces navales françaises libres (dt. Freie Französische Marine) bestand anfangs aus ca. 3.600 Mann, die 50 Schiffe als Hilfstruppe der Royal Navy bemannten. Als de Gaulle seinen berühmten Appell vom 18. Juni 1940 über die BBC verlas, war die Île de Sein, anders als die übrige Bretagne, noch nicht von der Wehrmacht besetzt. Noch in der gleichen Nacht legten alle männlichen Bewohner im wehrfähigen Alter, die als Fischer tätig waren, mit ihren Schiffen ab und schlossen sich den Streitkräften des Freien Frankreichs an. Sie machten ein Viertel der FNFL aus und veranlassten de Gaulle zu der Frage, ob denn ein Viertel aller Franzosen auf der Île de Sein lebe.

Der Oberbefehlshaber der Kriegsmarine des Vichy-Regimes, Admiral François Darlan, hatte die Verlegung eines beträchtlichen Teils der noch intakten Kriegsmarine vor die Küste Französisch-Nordafrikas befohlen. Damit diese Schiffe nicht in deutsche Hände fielen – was einer geplanten deutschen Landung in England entgegengekommen wäre – versenkte die Royal Navy am 3. Juli 1940 in Mers-el-Kébir und Dakar mehrere Schiffe der französischen Kriegsmarine, was 1.300 Marinesoldaten das Leben kostete und beträchtliche Verbitterung in Frankreich auslöste. Dieses Ereignis hielt viele französische Soldaten davon ab, sich den Freien Französischen Streitkräften anzuschließen.

## Frankreichs Kolonialreich

### Churchills Garantie und Hilfe

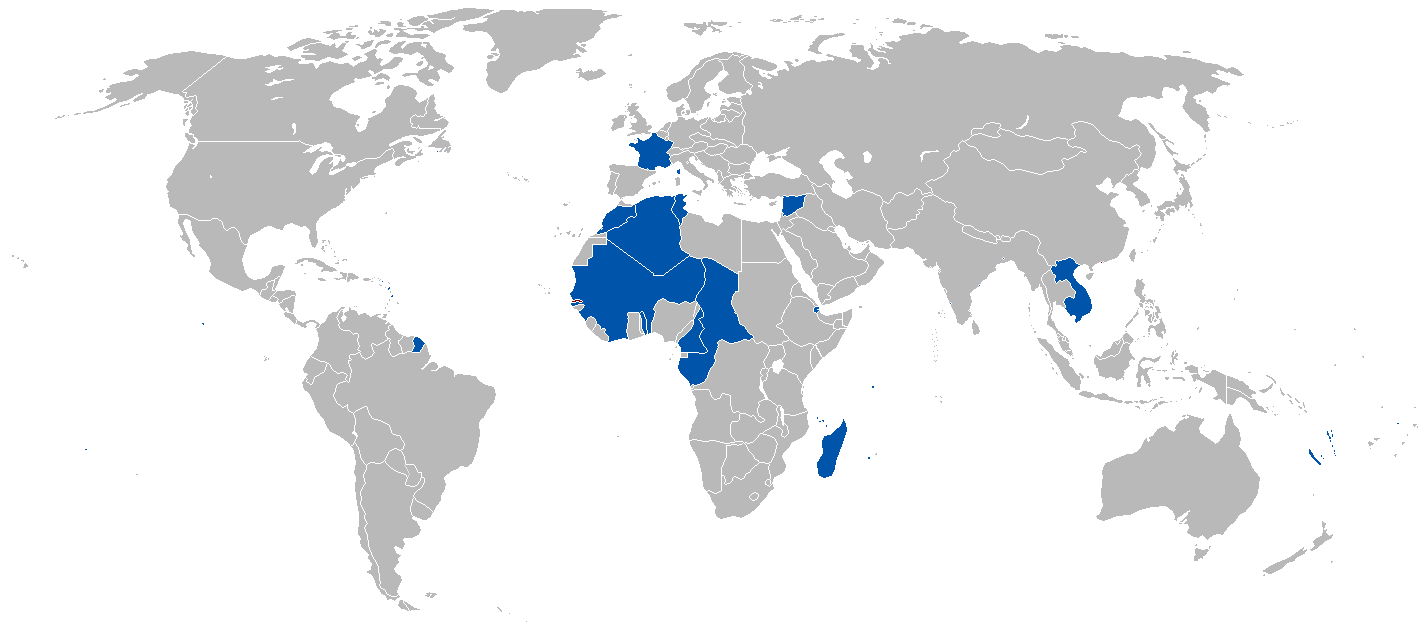
Frankreich und seine Kolonien im Jahre 1920

Am 7. August 1940 einigten sich Churchill und de Gaulle auf den accord des Chequers (Chequers-Abkommen), nach dem Großbritannien die Integrität aller französischen Besitzungen und die „integrale Restauration und Unabhängigkeit und die Größe Frankreichs“ schützen und erhalten solle.
Am 26. August 1940 erklärte der Gouverneur des Tschad, Félix Éboué, die Unterstützung der Exilregierung de Gaulles. Im Herbst 1940 schlossen sich die französischen Kolonien Kamerun und Französisch-Äquatorialafrika dem Freien Frankreich an. Die französischen Territorien in Neukaledonien, Französisch-Polynesien, Saint-Pierre und Miquelon und den Neuen Hebriden folgten ihrem Beispiel später. 1942 schloss sich nach der Besetzung im Rahmen der Operation Ironclad auch Madagaskar dem Freien Frankreich an.
Französisch-Indochina unter Generalgouverneur Jean Decoux blieb bis zur Besetzung gegen geringen Widerstand durch japanische Truppen im September 1940 unter Kontrolle des Vichy-Regime und fiel erst 1945, nach der Kapitulation Japans, wieder in den französischen Machtbereich. Der französische Resident von Wallis und Futuna, Léon Vrignaud, unterstellte sich ebenfalls 1940 dem Generalgouverneur von Französisch-Indochina anstatt dem de-Gaulle-treuen Gouverneur Neukaledoniens und war somit auch unter Kontrolle des Vichy-Regimes. Ebenso blieben die westindischen Inseln Guadeloupe und Martinique und Französisch-Guayana (bis 1944) vichytreu.
Auch der Versuch, die vichy-französischen Truppen in Dakar sowie die Kolonie Französisch-Westafrika dem Einfluss des Vichy-Regimes zu entziehen und sie den Freien Französischen Streitkräften de Gaulles zu unterstellen beziehungsweise zum Übertritt auf die alliierte Seite zu bewegen, scheiterte zunächst, als im September 1940 eine britisch-freifranzösische Streitmacht erfolglos versuchte den Hafen von Dakar einzunehmen (siehe Gefecht von Dakar) und eine empfindliche Niederlage erlitt. Dakar und Französisch-Westafrika blieben bis November 1942 im Machtbereich Vichy-Frankreichs. Erst im Rahmen der Operation Torch konnten sowohl Französisch-Nordafrika als auch Dakar und Französisch-Westafrika für die Freien Französischen Streitkräfte gesichert werden.

### Frankreichs Kolonialarmee
Die Frage der Loyalität gegenüber Großbritannien oder Frankreich, die de Gaulle so sorgfältig darauf achten ließ, seine Integrität innerhalb der Allianz zu wahren, ließ anfangs viele Offiziere noch für das Vichy-Regime optieren. Dieses durfte nach dem Waffenstillstandsabkommen mit Hitler-Deutschland nur noch 100.000 Mann mit leichten Waffen, ohne Artillerie oder Panzer, unterhalten (analog zu den Bedingungen des Versailler Friedensvertrags für die Weimarer Republik). Der größte Teil der französischen Armee im Mutterland ging in deutsche Kriegsgefangenschaft.
Umso bemerkenswerter war der 2500 km lange Marsch von Oberst Jacques-Philippe Leclerc de Hauteclocque an der Spitze einer 16.500 Mann starken französischen Kolonialarmee von Französisch-Äquatorialafrika in das von den Briten kontrollierte Ägypten, wo er sich den Truppen de Gaulles anschloss, die an der Seite der Engländer entlang der Mittelmeerküste kämpften.

### Rückeroberung der afrikanischen Kolonien

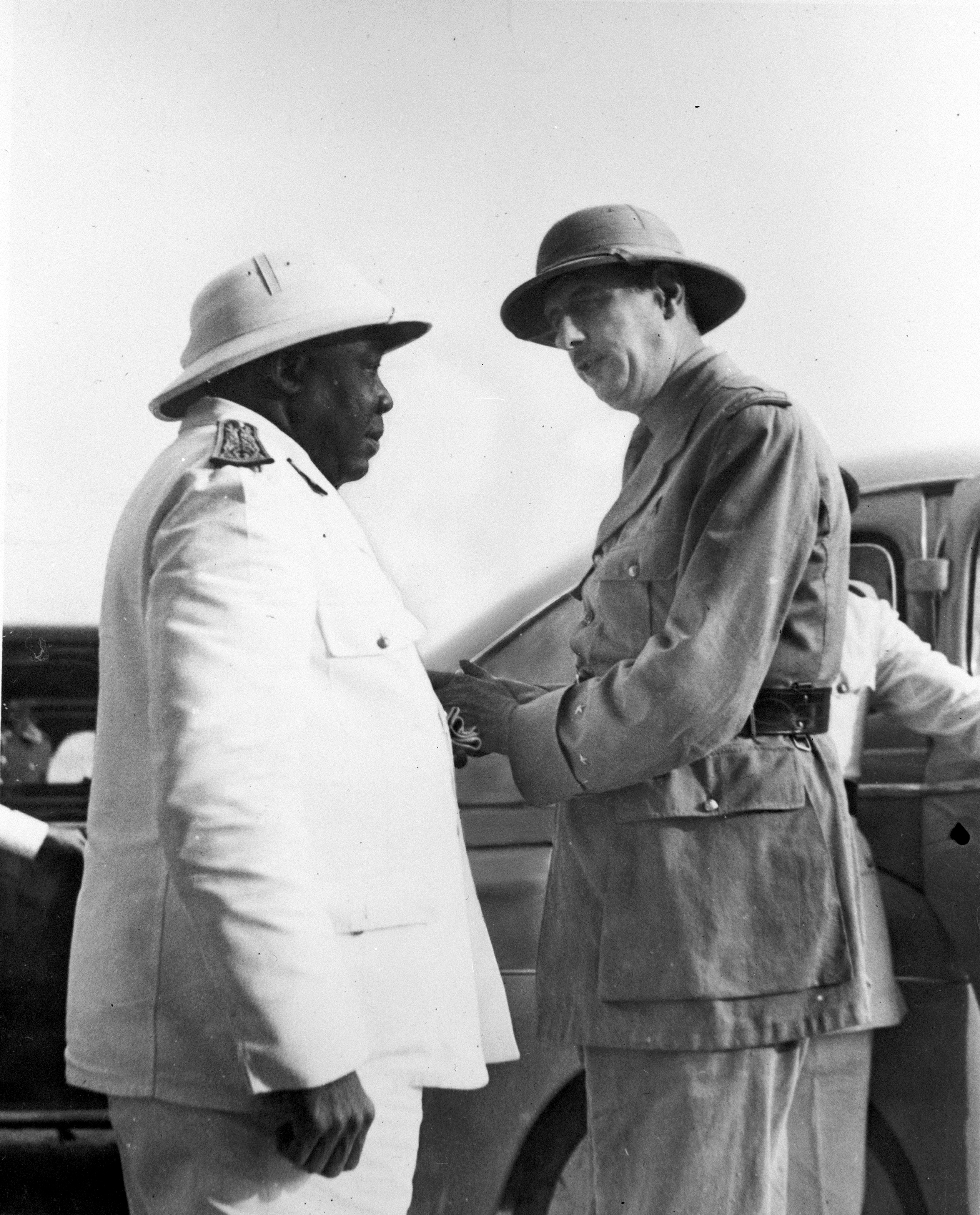
Félix Éboué begrüßt Charles de Gaulle, 1940

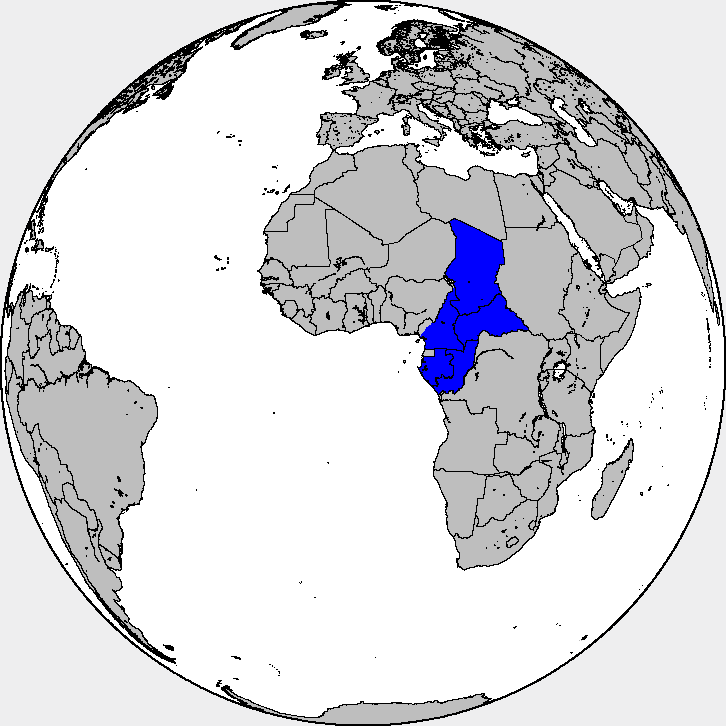
Frei-französisches Afrika, 1940

Der Haupteinsatz der FFL in der ersten Phase des Krieges galt der Rückeroberung der Kolonien Frankreichs in Afrika.

#### Rückeroberung von Gabun
Mit der Besetzung Gabuns zwischen dem 9. und dem 11. November 1940 durch die Forces françaises libres trug das gesamte Französisch-Äquatorialafrika mit Rohstoffen, Steuereinnahmen und Personal zur Befreiung Frankreichs bei. Französisch-Westafrika hingegen blieb bis zur Eroberung Französisch-Nordafrikas durch die Operation Torch vichytreu.

#### Kampf in Ostafrika
Freie Französische Streitkräfte beteiligten sich ab Dezember 1940 am Ostafrikafeldzug gegen italienische Truppen in Äthiopien und Eritrea. Das unter Vichy-Kontrolle befindliche Französisch-Somaliland trat allerdings erst nach einer längeren Blockade durch britische Kriegsschiffe im Dezember 1942 zum Freien Frankreich über.

#### Rückeroberung Libanons und Syriens
Im Juni und Juli 1941 beteiligten sich Truppen der FFL am syrisch-libanesischen Feldzug gegen Vichy-treue französische Truppen im Völkerbundmandat für Syrien und Libanon. Das Gebiet wurde anschließend bis zur Unabhängigkeit Syriens und des Libanon von den FFL und ihren britischen Verbündeten kontrolliert.
Nach der Einnahme des Libanons und Syriens durch das Freie Frankreich schloss sich die sogenannte „Légion d'Orient“, eine Einheit von bis zu 22.000 Kriegsfreiwilligen aus dem Libanon und Syrien unter dem Kommando des späteren libanesischen Staatspräsidenten General Fuad Schihab, den Einheiten des Freien Frankreichs an. De Gaulle war besonders im Libanon sehr bekannt und populär, hatte er doch von 1929 bis 1931 in Beirut gelebt und dort einheimische Offiziere ausgebildet.

#### Rückeroberung Madagaskars
Von Mai bis November 1942 eroberten die Briten im Rahmen der Operation Ironclad Madagaskar. Erst auf ein Ultimatum de Gaulles hin, in dem er mit einem vollständigen Abbruch der Beziehungen gedroht hatte, übergaben die Briten die Verwaltung der Insel an die Freifranzosen.

#### Kampf gegen Deutsche und Italiener in Ägypten und Libyen
Soldaten des Freien Frankreichs nahmen an britischen und alliierten Expeditionen in Ägypten teil, Fallschirmjägereinheiten des Freien Frankreich kämpften in Libyen. General Marie-Pierre Kœnig und seine Einheit fochten im Juni 1942 in der Schlacht von Bir Hakeim 14 Tage erfolgreich gegen das deutsche Afrikakorps und ersparten der britischen 8. Armee unter General Claude Auchinleck ein Desaster. Die Briten gewannen wertvolle Zeit für ihren Nachschub und konnten sich in den befestigten Stellungen von El Alamein reorganisieren, um so Rommels Vorstoß auf den Sueskanal aufzuhalten.

#### Rückeroberung Algeriens und Marokkos – Operation Torch

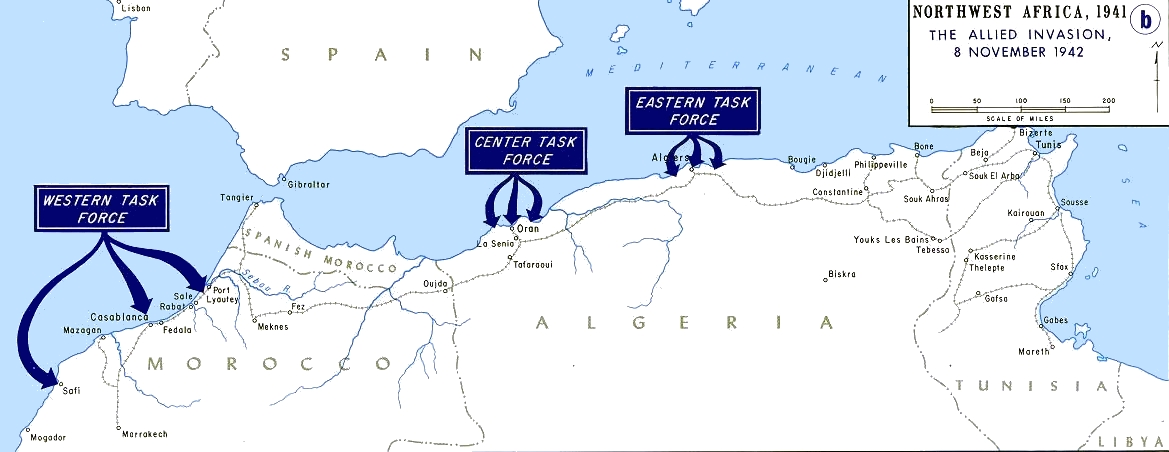
Operation Torch: Landung in Französisch-Nordafrika

Während der alliierten Invasion in Französisch-Nordafrika (Operation Torch) kapitulierten verschiedene französische Einheiten, die dem Kommando Admiral Darlans unterstanden, und schlossen sich später den Truppen des Freien Frankreichs an.
Der mit britischer Hilfe aus deutscher Kriegsgefangenschaft geflohene General Henri Giraud schloss sich der bereits laufenden Operation Torch an und beanspruchte (nach der Ermordung Admiral Darlans) mit Unterstützung von General Eisenhower die Führung im befreiten Französisch-Nordafrika. Darlan und sein Nachfolger Giraud setzten nach der Befreiung das Vichy-Regime im befreiten Afrika 1942 bis 1943 noch einige Monate fort. Bei der Casablanca-Konferenz im Januar 1943 nahm Giraud gar neben Franklin D. Roosevelt, Winston Churchill und de Gaulle Platz und beanspruchte die Kopräsidentschaft des von de Gaulle am 3. Juni 1943 aus der Fusion des CNF in London und dem zivilen und militärischen Kommando in Algier gebildeten Comité français de la libération nationale (dt. Französisches Komitee für die nationale Befreiung, kurz CFLN). Aber de Gaulle konnte Giraud ausmanövrieren, nachdem dieser einige politische Fehler begangen hatte.

#### Rückeroberung Tunesiens und Kapitulation des Deutschen Afrikakorps
Im November 1942 begann eine der verlustreichsten Schlachten der Freien Franzosen: Das 19. Korps mit ca. 60.000 Mann wurde nach Tunesien entsandt, um dort die zentrale alliierte Angriffslinie in den tunesischen Bergen zu halten. Es wurde dazu mit amerikanischen Waffen ausgerüstet und musste den Briten die bislang verwendeten britischen Waffen zurückgeben, die die Briten selbst dringend benötigten.
Nördlich lag die britische 1. Armee, südlich das VII. US-Korps, während die französische Sahara-Kavallerie die Reste von Rommels Afrikakorps und der 5. Panzerarmee General Hans-Jürgen von Arnims von Süden angreifen sollte. Sechs Monate dauerte der verzweifelte Kampf der eingeschlossenen, von Nachschub und Reserven weitgehend abgeschnittenen Deutschen, ihrer italienischen und ihrer wenigen verbliebenen Vichy-französischen Verbündeten, bis sich am 11. Mai 1943 252.000 deutsche und italienische Soldaten den Alliierten ergaben. Allein in Tunesien verloren die Streitkräfte des Freien Frankreichs 16.000 Mann.

## Befreiung Frankreichs

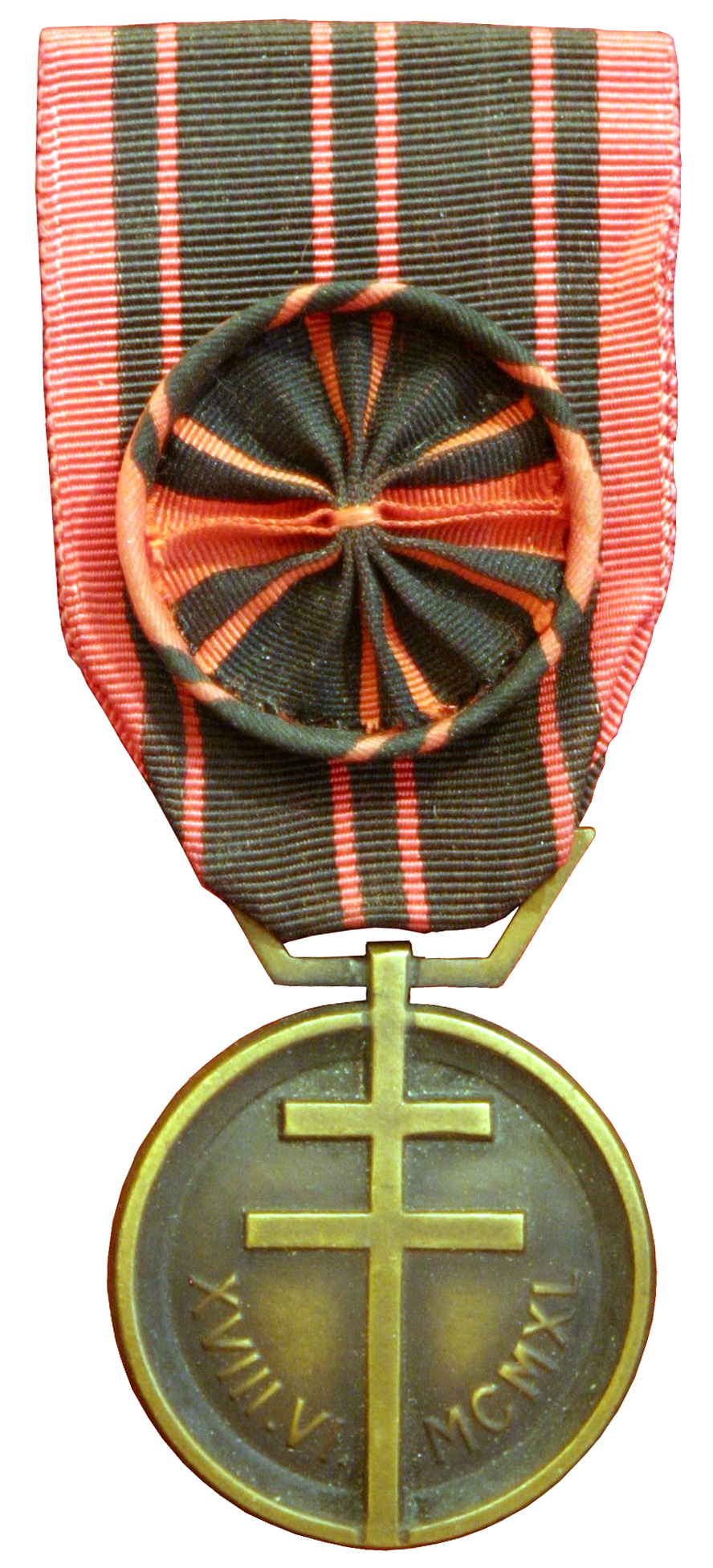
Médaille de la Résistance

### Résistance
Im Laufe der Jahre nahm auch die französische Résistance an Stärke zu. De Gaulle beauftragte Jean Moulin, einen vom Vichy-Regime entlassenen Präfekten, die acht wichtigsten verschiedenen Résistance-Gruppen unter seinem Kommando zu einen. Um die Einheit des Kampfes zwischen den Forces françaises libres und der Résistance intérieure zu markieren, änderte de Gaulle den Namen der Bewegung in Forces françaises combattantes (dt. Kämpfende französische Streitkräfte).
Moulin erreichte heimlich die Einigung, die am 21. März 1943 in der Gründung des Conseil National de la Résistance (kurz CNR), einer Art nationalem Widerstandsparlament, gipfelte, das aus allen Teilen der Widerstandsorganisationen und Bevölkerungsgruppen gebildet war. Moulin wurde später von der Gestapo verhaftet, gefoltert und von Klaus Barbie verhört. Er starb beim Transport nach Deutschland.

### Italien, Côte d’Azur und Normandie
1943 kämpften bereits 100.000 Soldaten der Forces françaises libres (FFL) in Italien auf alliierter Seite. Am 1. August 1943 wurden die Armée d’Afrique und die Free French Forces (FFL) zur Armée française de la Liberation vereint und neu benannt.
Die 1ere armée unter dem Kommando von General Jean de Lattre de Tassigny beteiligte sich an der Landung der alliierten Streitkräfte im Süden Frankreichs (Operation Dragoon) und rückte mit den Alliierten bis Herbst 1944 in das besetzte Elsass vor.
Die französische 2. Panzerdivision unter dem Kommando von Generalmajor Jacques-Philippe Leclerc de Hauteclocque landete Anfang August 1944 in der Normandie und befreite am 12. August Alençon als erste Stadt. Zu diesem Zeitpunkt zählten die Französischen Streitkräfte zur Befreiung Frankreichs (FFL) bereits 400.000 Mann. Nach der alliierten Landung im Süden Frankreichs Mitte August 1944 rückte von dort die französische 1. Panzerdivision nach Norden vor.

### Befreiung von Paris

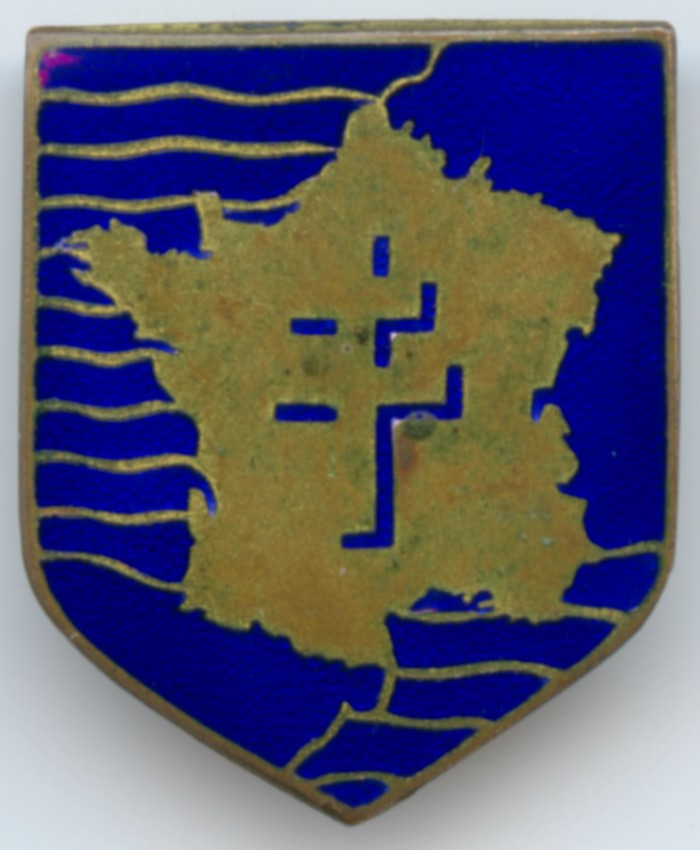
Truppenverbandsabzeichen der 2^{e} division blindée (2. Panzerdivision)

General Eisenhower wollte einen blutigen Straßenkampf in Paris vermeiden und es daher zunächst umgehen. Am 9. August 1944 hatte Hitler dem Stadtkommandanten General Dietrich von Choltitz befohlen, die Stadt unter allen Umständen zu halten, um möglichst viele alliierte Truppen zu binden und den Rückzug eigener Kräfte zu erleichtern. Der letzte Satz des Führerbefehls vom 23. August 1944 („Trümmerfeldbefehl“) lautete: „Paris darf nicht oder nur als Trümmerfeld in die Hand des Feindes fallen.“
Von deutschen Widerständlern über die Absichten der Besatzungsmacht informiert, legte der CNR den Beginn des sorgfältig geplanten allgemeinen Aufstandes auf 19. August 1944 fest. Die von der französischen KP beeinflussten Forces françaises de l’intérieur (dt. Französische Streitkräfte des Inneren, kurz FFI), in der und das gaullistische Comité français de la libération nationale, begannen gemeinsam mit den Francs-tireurs et partisans einen einwöchigen Befreiungskampf um die französische Hauptstadt.
Von Choltitz hatte Befehl erhalten, alle Pariser Brücken zur Sprengung vorzubereiten. Leclerc drohte, dass von Choltitz sich vor einem Militärgericht zu verantworten habe, wenn er die Brücken sprengte. Falls er sie nicht sprengte, war ihm Hitlers Standgericht sicher. So beschloss er, zunächst die Ruhe in der Stadt durch eine Brückensprengung nicht zu gefährden und nach Berlin zu melden, er wolle die Brücken für den deutschen Rückzug so lange wie möglich offenhalten. 600 Barrikaden hatte die Résistance in Windeseile ausgehoben. Von Choltitz befahl die Entwaffnung der französischen Polizei, die sich daraufhin augenblicklich mit ihren leichten Waffen der Résistance anschloss. Daraufhin bezogen drei deutsche Panzer vor der Polizeipräfektur am Palais du Luxembourg Stellung, so dass es dort zu den härtesten Kämpfen des Aufstands kam.

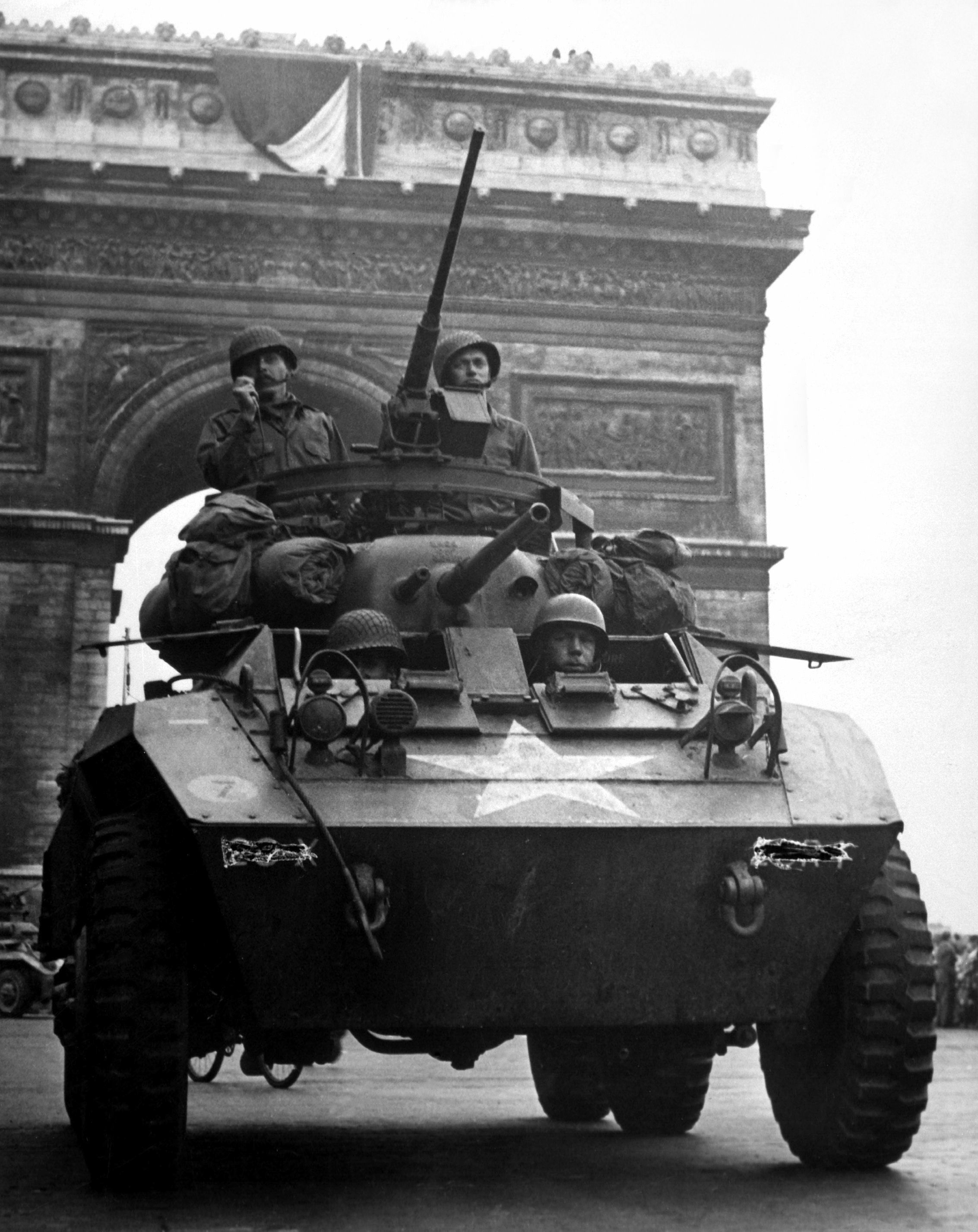
Amerikanischer Panzerspähwagen des Typs M8 Greyhound im befreiten Paris

Während sich der Straßenkampf entfaltete, schlug der schwedische Generalkonsul Raoul Nordling von Choltitz einen Waffenstillstand mit der Résistance vor. Der erklärte sich zur Annahme bereit, falls der Kabinettschef des Polizeipräsidenten, Edgard Pisani, sofort die Feuereinstellung der Résistance befehle. Jener musste ablehnen, da er nicht das Kommando über die Résistance hatte und diese im Gegensatz zu einer regulären Armee viel schwerer allgemein zu informieren war.
Die Truppen der FFL standen auf Befehl Eisenhowers vor Paris und befürchteten eine Wiederholung der Tragödie von Warschau, bei der die sowjetischen Truppen am Rande der Stadt anhielten und dem Warschauer Aufstand nicht zu Hilfe kamen. Schließlich gab Eisenhower dem Druck de Gaulles nach und gewährte der 2. Panzerdivision die Erlaubnis, am 25. August 1944 die Speerspitze des alliierten Vorstoßes zur Befreiung von Frankreichs Hauptstadt zu bilden. Von Choltitz ignorierte den sogenannten Trümmerfeldbefehl, entsandte Nordling zu Leclerc, um seine Bereitschaft zur Kapitulation vor der regulären Armee des Freien Frankreichs zu signalisieren, erklärte Paris zur offenen Stadt und übergab sie weitgehend unzerstört. Er kapitulierte schließlich vor Leclerc und dem Pariser Résistance-Chef Henri Rol-Tanguy.

## CFLN wird zur provisorischen Regierung und Kriegsende
Das CFLN nahm im Juni 1944 den Namen Gouvernement provisoire de la République française (dt. Provisorische Regierung der französischen Republik, kurz GPRF) an und zog im September 1944 in das befreite Paris um. Damit kam de Gaulle den Alliierten zuvor, die an die Errichtung einer alliierten Besatzungsregierung gedacht hatten. Er bildete eine Regierung der Einmütigkeit. Im September 1944 erreichten die Forces françaises libres eine Effektivstärke von 560.000 Mann und wuchsen auf über 1 Mio. bis zum Jahresende 1944 an.
Die 2. Panzerdivision überschritt kämpfend die Reichsgrenze, befreite am 23. November 1944 Straßburg und erfüllte ihren 1941 nach der Eroberung von Kufra geleisteten Eid, die Trikolore an der dortigen Kathedrale zu hissen. Die 1. Panzerdivision stand als erste alliierte Division an Rhône (25. August 1944), Rhein (19. November 1944) und Donau (21. April 1945). Am 22. April 1945 besetzte sie Sigmaringen und arretierte dort Marschall Pétain und andere geflohene Vertreter des Vichy-Regimes. Bis zur bedingungslosen Kapitulation der Wehrmacht rückte man in das Gebiet der späteren deutschen Bundesländer Saarland, Rheinland-Pfalz, Baden, Württemberg-Hohenzollern und Bayern sowie in die österreichischen Bundesländer Vorarlberg und Tirol vor. Die Truppen leisteten danach Besatzungsdienst in der französischen Zone, ein Kontingent wurde in den pazifischen Kriegsschauplatz entsandt, kam jedoch nicht mehr zum Einsatz.
Am Ende des Krieges in Europa (8. Mai 1945) umfassten die Freien Französischen Streitkräfte 1.250.000 Mann. Zu ihnen gehörten sieben Infanterie- und drei Panzerdivisionen, die in Deutschland und Österreich standen. 58.000 Mann waren gefallen, aber Frankreich hatte seine Souveränität und seine Selbstachtung wiederhergestellt.

## Symbole der beiden Frankreich
Das Vichy-Regime beanspruchte für sich die Rechtsnachfolge der République française als „État français“ und übernahm die Trikolore der französischen Republik. Allerdings wurden die Werte, für die die französische Flagge steht und die an jedem öffentlichen französischen Gebäude eingraviert sind, Freiheit, Gleichheit, Brüderlichkeit, durch den Dreiklang von „Arbeit, Familie, Vaterland“ ersetzt.
Nachdem de Gaulle das Lothringer Kreuz als Symbol für France libre einführte, musste auch der État français durch ein Symbol dargestellt werden. Marschall Pétain wählte dafür die „Francisque“, die traditionelle Doppel-Streitaxt französischer Krieger. Die Verwendung der Francisque als Staatssymbol (z. B. Francisque-Orden, Abzeichen der La Ligue Française, Präsidentenstandarte) wurde genehmigt vom deutschen Oberkommando gem. Erlass vom 31. Oktober 1941 – V pol 256/01/442/41 mit dem ausdrücklichen Hinweis: doppelseitige Axt (Francisque).

État français: Staatsflagge und Kriegsmarineflagge
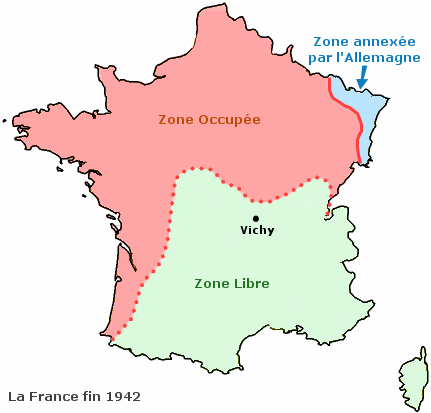
État français (grüne Zone), deutsch besetzt (rote Zone)
État français: Kokarde (Flugzeugmarkierung, Uniformkennzeichen)
État français: Präsidentenstandarte
Forces françaises libres: Flagge
Forces françaises libres: Kriegsmarineflagge
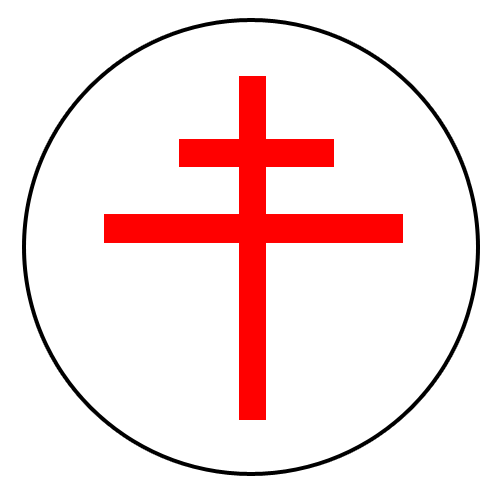
Forces françaises libres: Kokarde (Flugzeuge, Panzer, Uniformen)
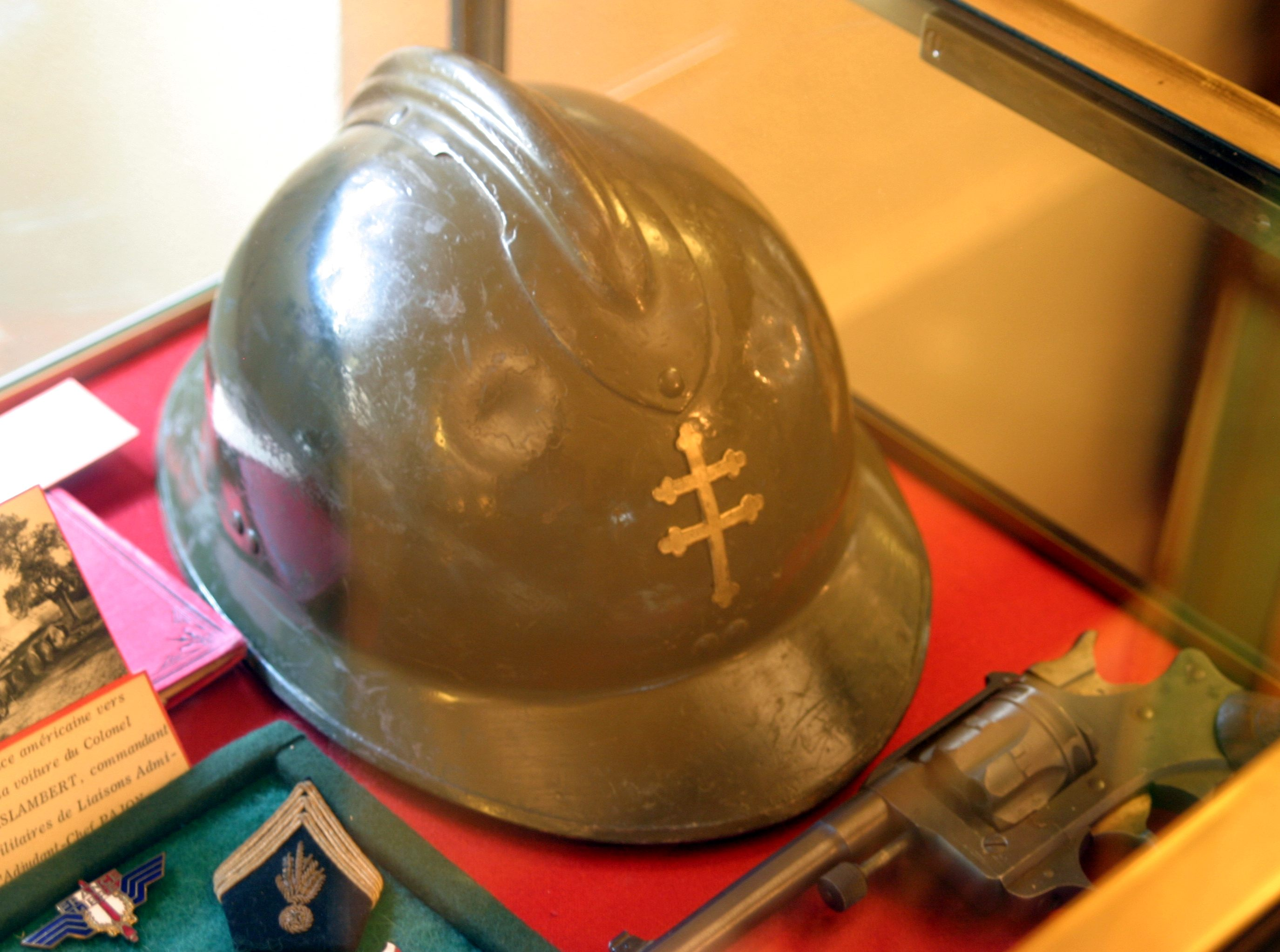
Forces françaises libres Helmemblem: RF (République Française) wird ersetzt durch das Lothringer Kreuz

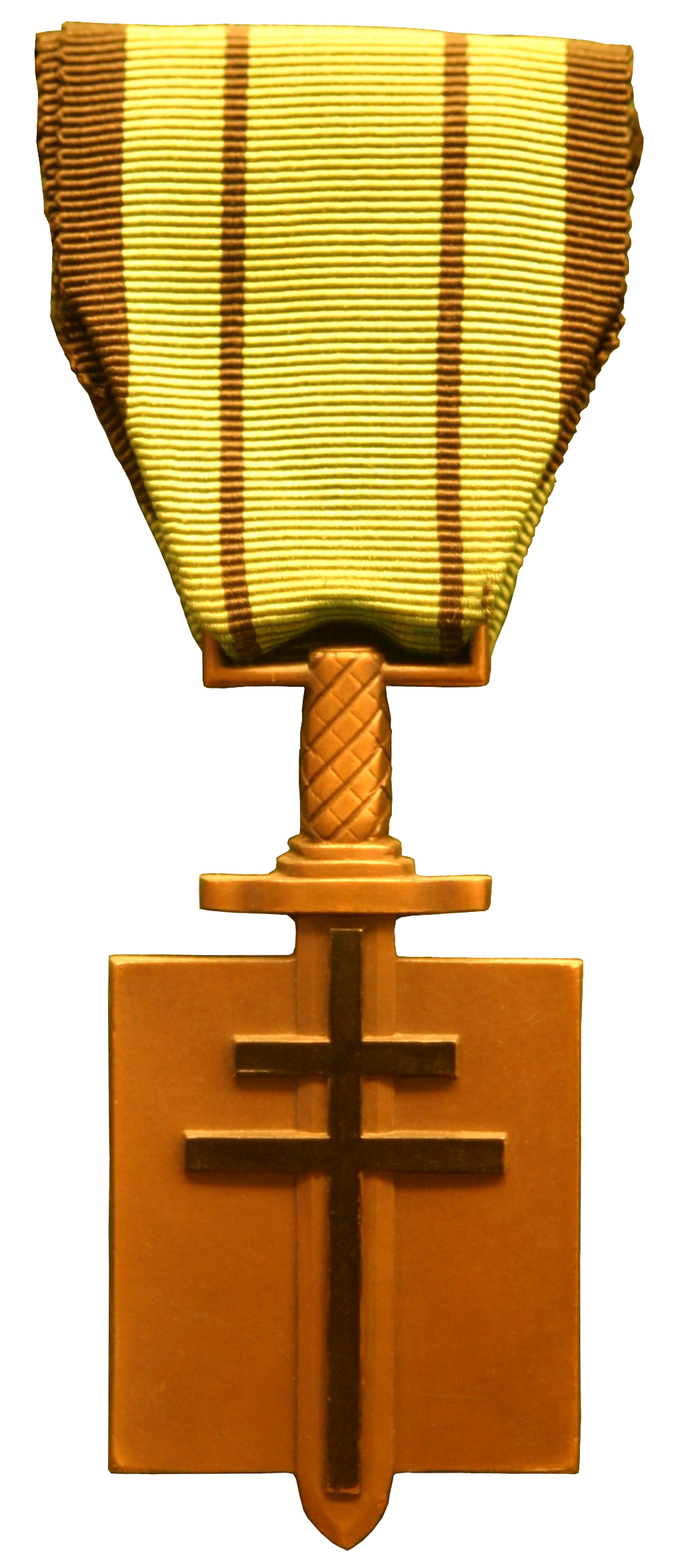
Ordre de la Libération

Französisches Lothringer Kreuz, Originalausführung

Georges Thierry d’Argenlieu schlug die Verwendung des Lothringer Kreuzes am 1. Juli 1940 bei Charles de Gaulle vor. Er schrieb an de Gaulle, für den Kampf gegen das Hakenkreuz benötigten die Freien Franzosen ein Kreuz. Österreich hatte in den 30er Jahren gezeigt, dass es im Krieg der Symbole – es verwendete das Kruckenkreuz – durchaus wichtig war, sehr sorgfältig vorzugehen.
Es erfüllte aber auch einen anderen Zweck. Das Kreuz war seit König René I. das Symbol der Fürsten von Anjou, die bis 1473 über Lothringen herrschten. Diese historische Legitimität eignete sich hervorragend, um es als Zeichen dem Vichy-Regime entgegenzusetzen.
Problematisch war nur, dass das – originale – Lothringer Kreuz dem Balkenkreuz der Deutschen sehr ähnlich sah. Vor allem bei Flugzeugen hätte dies sehr schnell zu Verwechslungen führen können. Man fand eine pragmatische Lösung. Das Patriarchenkreuz – dem Lothringer Kreuz ähnlich – wurde zum Lothringer Kreuz erklärt und eingeführt.
Unter der Bezeichnung Lothringer Kreuz kommt das Patriarchenkreuz auch im französischen Freiheitsorden Ordre de la Libération vor. Dieser wurde im Jahre 1940 von de Gaulle gestiftet. Es wurde unter anderem während des Zweiten Weltkriegs als Symbol des Freien Frankreich und als Zeichen des Widerstands genutzt.

## Geehrte Angehörige des Freien Frankreichs
- Dimitri Amilakhvari
- Josephine Baker (1906–1975), US-amerikanisch-französische Tänzerin, Sängerin und Schauspielerin
- René Cassin (1887–1976), französischer Jurist, Diplomat und Erzieher
- Charles de Gaulle (1890–1970), französischer General und Staatsmann
- Marie-Pierre Kœnig (1898–1970), französischer General
- Jacques-Philippe Leclerc de Hauteclocque (1902–1947), französischer General
- Edgard de Larminat (1895–1962), französischer General
- Lionel de Marmier (1897–1944), Flieger, General und Autorennfahrer
- Pierre Messmer (1916–2007), französischer Politiker
- Jean Monnet (1888–1979), französischer Unternehmer
- Maurice Schumann (1911–1998), französischer Politiker
- Jacques Soustelle (1912–1990), französischer Politiker, Anthropologe und Ethnologe
- Susan Travers (1909–2003)
- Romain Gary (1914–1980), französischer Schriftsteller, Regisseur, Übersetzer und Diplomat